# Solar Les Brégues d'Or
O Solar Les Brégues d'Or é um solar histórico em Luynes, uma vila perto de Aix-en-Provence, na França.

## História
O solar foi construído na segunda metade do século XVIII.
Está listado como monumento histórico oficial pelo Ministério da Cultura da França desde 1989.